# Yao (imperador)

Yao, Imperador chinês. Serigrafia, Dinastia Song. Museu Palácio Nacional.

Yao (chinês tradicional: 堯; chinês simplificado: 尧; Pinyin: Yáo; Wade-Giles: Yao) (2358 - 2258 a.C.)[carece de fontes?] foi um imperador chinês, um dos Três Augustos. Também conhecido como Taotang-shi (陶唐氏), ou Tang Yao (唐堯), nasceu em Yi Fangxun (伊放勳) ou Yi Qi (伊祁) e era o segundo filho do Imperador Ku e Qingdu (慶都).
Enaltecido com frequência e considerado um rei sábio e moralmente perfeito, sua benevolência e diligência serviram como modelo para os futuros monarcas e imperadores da China. Os antigos chineses sempre mencionavam Yao, Shun e Yu como figuras históricas e, atualmente, historiadores acreditam que eles devem representar líderes de tribos aliadas, estabelecendo um sistema de governo hierárquico e unificado em um período de transição para a sociedade patriarcal feudal. No Livro da História, também conhecido como Shujing, um dos Cinco Clássicos, os capítulos iniciais falam sobre Yao, Shun e Yu.
Segundo a lenda, Yao tornou-se governante aos 20 e morreu aos 119 anos de idade, quando passou o trono para o Grande Shun, a quem deu suas duas filhas em casamento.
Yao fez previsões para os próximos 2000 anos.
Foi ancestral direto da Dinastia Han e de outras famílias nobres posteriores.